# Trey Johnson
Clinton Trey Johnson III (ur. 30 sierpnia 1984 w Jackson) – amerykański koszykarz, posiadający także katarskie obywatelstwo, występujący na pozycji rzucającego obrońcy.

## Osiągnięcia
Na podstawie, o ile nie zaznaczono inaczej.
NJCAA
- Zaliczony do II składu konferencji (2003)

NCAA
- Uczestnik turnieju NCAA (2007)
- Mistrz turnieju konferencji Southwestern Athletic (SWAC – 2007)
- Zawodnik roku konferencji SWAC (2007)[3]
- MVP turnieju:
  - SWAC (2007)
  - Don Haskins Sun Bowl Invitational (2007)
- Laureat Howell Trophy (2007 – dla najlepszego zawodnika stanu Missisipi, przyznawana przez Galerię Sław Sportu Mississippi)
- Zaliczony do:
  - I składu:
    - SWAC (2006, 2007)
    - turnieju:
      - SWAC (2006, 2007)
      - Don Haskins Sun Bowl Invitational (2007)
- Lider konferencji SWAC w skuteczności rzutów:
  - wolnych (2004)
  - za 3 punkty (2006)
  - II miejsce na liście liderów strzelców NCAA (2007)

Drużynowe
- Wicemistrz:
  - Ligi Adriatyckiej (2008)
  - Serbii (2008)
- Finalista pucharu Serbii (2008)

Indywidualne
- Zaliczony do:
  - I składu D-League (2011)
  - II składu D-League (2009)
- 2-krotny uczestnik meczu gwiazd D-League (2009, 2011)
- Uczestnik konkursu rzutów za 3 punkty D-League (2009)
- Lider strzelców D-League (2011)
- Zawodnik:
  - miesiąca D-League (grudzień (2010)
  - tygodnia D-League (13.12.2010)

Reprezentacja
- Uczestnik mistrzostw Azji (2015 – 7. miejsce)